# Municipio de Brady (condado de Clarion)
El municipio de Brady (en inglés: Brady Township) es un municipio ubicado en el condado de Clarion en el estado estadounidense de Pensilvania. En el año 2000 tenía una población de 62 habitantes y una densidad poblacional de 14.4 personas por km².

## Geografía
El municipio de Brady se encuentra ubicado en las coordenadas 40°58′58″N 79°35′30″O / 40.98278, -79.59167.

## Demografía
Según la Oficina del Censo en 2000 los ingresos medios por hogar en la localidad eran de $26,875 y los ingresos medios por familia eran de $32,750. Los hombres tenían unos ingresos medios de $24,375 frente a los $31,250 para las mujeres. La renta per cápita de la localidad era de $9,624. Alrededor del 3,0% de la población estaba por debajo del umbral de pobreza.